# Calciatore dell'anno (Croazia)
Calciatore croato dell'anno (Nogometaš godine) è un premio calcistico assegnato, a partire dal 1991, dalla Federazione calcistica croata (HNS).

## Albo d'oro - HNS
- 1991 - Zvonimir Boban,  Croazia Zagabria/ Bari
- 1992 - Davor Šuker,  Siviglia
- 1993 - Alen Bokšić,  Olympique Marsiglia/ Lazio
- 1994 - Davor Šuker,  Siviglia
- 1995 - Davor Šuker,  Siviglia
- 1996 - Davor Šuker,  Siviglia/ Real Madrid
- 1997 - Robert Prosinečki,  Siviglia/ Croazia Zagabria e Davor Šuker,  Real Madrid[1]
- 1998 - Davor Šuker,  Real Madrid
- 1999 - Zvonimir Boban,  Milan
- 2000 - Nenad Bjelica,  NK Osijek
- 2001 - Igor Tudor,  Juventus
- 2002 - Stipe Pletikosa,  Hajduk Spalato
- 2003 - Dado Pršo,  Monaco
- 2004 - Dado Pršo,  Monaco/ Rangers
- 2005 - Dado Pršo,  Rangers
- 2006 - Eduardo,  Dinamo Zagabria

- 2007 - Luka Modrić,  Dinamo Zagabria
- 2008 - Luka Modrić,  Dinamo Zagabria
- 2009 - Ivica Olić,  Amburgo/ Bayern Monaco
- 2010 - Ivica Olić,  Bayern Monaco
- 2011 - Luka Modrić,  Tottenham
- 2012 - Mario Mandžukić,  Wolfsburg/ Bayern Monaco
- 2013 - Mario Mandžukić,  Bayern Monaco
- 2014 - Luka Modrić,  Real Madrid
- 2015 - Ivan Rakitić,  Barcellona
- 2016 - Luka Modrić,  Real Madrid
- 2017 - Luka Modrić,  Real Madrid
- 2018 - Luka Modrić,  Real Madrid
- 2019 - Luka Modrić,  Real Madrid
- 2020 - Luka Modrić,  Real Madrid
- 2021 - Luka Modrić,  Real Madrid
- 2022 - Luka Modrić,  Real Madrid
- 2023 - Luka Modrić,  Real Madrid
- 2024 - Luka Modrić,  Real Madrid

## Plurivincitori
Di seguito l'elenco dei calciatori che sono stati insigniti del premio più di una volta in carriera
In grassetto i giocatori ancora in attività
| Giocatore       | Vittorie | Edizioni                                                                     |
| --------------- | -------- | ---------------------------------------------------------------------------- |
| Luka Modrić     | 13       | 2007, 2008, 2011, 2014, 2016, 2017, 2018, 2019, 2020, 2021, 2022, 2023, 2024 |
| Davor Šuker     | 6        | 1992, 1994, 1995, 1996, 1997, 1998                                           |
| Dado Pršo       | 3        | 2003, 2004, 2005                                                             |
| Zvonimir Boban  | 2        | 1991, 1999                                                                   |
| Ivica Olić      | 2        | 2009, 2010                                                                   |
| Mario Mandžukić | 2        | 2012, 2013                                                                   |